# Jan Oberbek
Jan Oberbek (ur. 23 czerwca 1947 w Łodzi) – polski muzyk i pedagog, wirtuoz i popularyzator gry na gitarze klasycznej.

## Edukacja

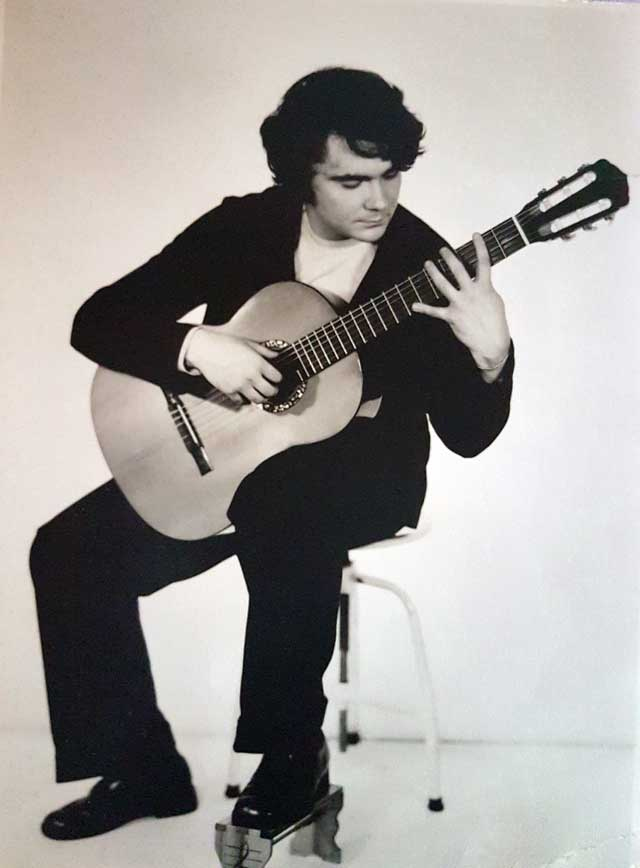
Jan Oberbek w okresie studiów w łódzkiej PWSM

W roku 1975 uzyskał dyplom łódzkiej PWSM, gdzie studiował grę na gitarze pod kierunkiem A. Kowalczyka i K. Solińskiego. Po ukończeniu łódzkiej uczelni nadal doskonalił swój warsztat w Hiszpanii, gdzie w latach 1975–1980 uczestniczył w kursach mistrzowskich, jak również pobierał prywatne lekcje wirtuozerii u takich mistrzów gitary jak J. Tomas, J.L. Gonzales, J. Rodrigo, A. Segovia. Był również uczestnikiem kursów interpretacji muzyki hiszpańskiej w Santiago de Compostela, gdzie w 1978 roku otrzymał nagrodę im. J.-M. Moralesa. W 2017 uzyskał stopień doktora w dziedzinie nauk humanistycznych na Uniwersytecie Jagiellońskim w Krakowie.

## Kariera zawodowa i osiągnięcia artystyczne

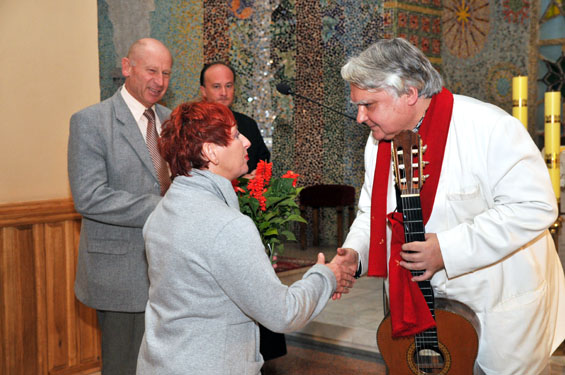
Koncert Jana Oberbeka w kościele Wniebowzięcia Najświętszej Maryi Panny w Krynicy-Zdroju dla żołnierzy misji pokojowych w Libanie (2010)

W roku 1977 założył w krakowskiej PWSM pierwszą w Polsce klasę lutni, gdzie w latach 1977-1979 uczył gry na gitarze. W 1992 wykładał w konserwatorium w Grazu. Jan Oberbek jest twórcą festiwali muzycznych „Sacro-Art” w miastach Dolnej Saksonii, których w latach 1994/1995 również był dyrektorem. Festiwale te prezentują m.in. polską muzykę w wykonaniu polskich wykonawców. W Krakowie zapoczątkował cykl spotkań muzycznych pn. Salon Gitarowy im. J.N. Bobrowicza. Z jego inicjatywy również powstała i została odprawiona na Jasnej Górze „Msza Św. na 20-lecie pontyfikatu Jana Pawła II”. Była to monumentalna kompozycja wokalno-instrumentalna skomponowana przez A. Nikodemowicza ze Lwowa. Na kanonizację Królowej Jadwigi w Krakowie przed Ojcem Świętym została zaprezentowana „Modlitwa Królowej Jadwigi pod krzyżem” epilog do opery K. Kurpińskiego – „Jadwiga Królowa Polski”. Jan Oberbek występował również z wieloma recitalami przed wielkimi postaciami tego świata, między innymi przed papieżem Janem Pawłem II, prezydentami Rzeczypospolitej i Francji, księżną Meklemburgii, księciem Monako, Markiem Chagallem i wieloma innymi. Koncertuje w kraju oraz za granicą, m.in. w krajach Europy Zachodniej i Stanach Zjednoczonych. W 1980 odbył tournée po Polsce z A. Tansmanem, wykonując jego suitę „In modo polonico”.

## Dorobek wydawniczy
- Jest autorem kilku publikacji, między innymi książki pt. Jan Nepomucen Bobrowicz. Chopin gitary (wyd. Debit, Bielsko-Biała 2006).

## Nagrody i wyróżnienia
- Dwukrotnie, w roku 1969 i 1973, został laureatem ogólnopolskiego konkursu gitarowego, a w 1998 międzynarodowego festiwalu sztuki w Petersburgu. W 1994 roku został wyróżniony Nagrodą Wojewody Krakowskiego za działalność muzyczną, natomiast w plebiscycie „Gazety Krakowskiej” otrzymał tytuł Człowieka Roku 1996. W roku 2000 otrzymał nagrodę „Sydney Polcul Foundation” za promocję kultury polskiej.

## Dyskografia
Nagrał 7 płyt długogrających, w tym 2 CD:
- Hiszpańska muzyka gitarowa, Polskie Nagrania Muza, SX 1754 (1979)
- Estrellita, LP album,  (1984)[2]
- Hommage a Bianka, Stefanska / Oberbek, Midas (2) CD 5090 (1989)[3]